# Messor turcmenochorassanicus
Messor turcmenochorassanicus är en myrart som beskrevs av Arnol'di 1977. Messor turcmenochorassanicus ingår i släktet Messor och familjen myror. Inga underarter finns listade i Catalogue of Life.